# Bioquímica clínica

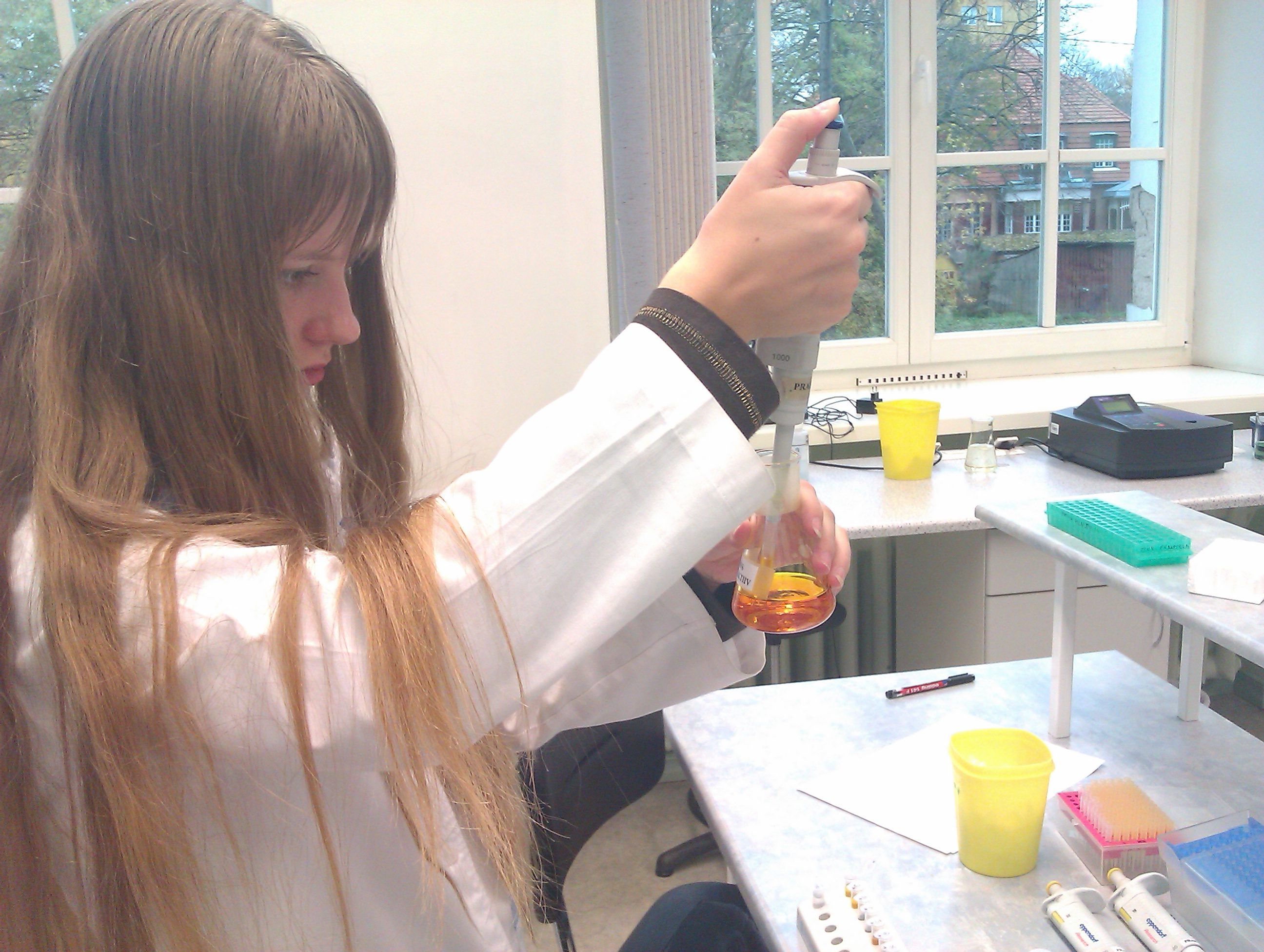

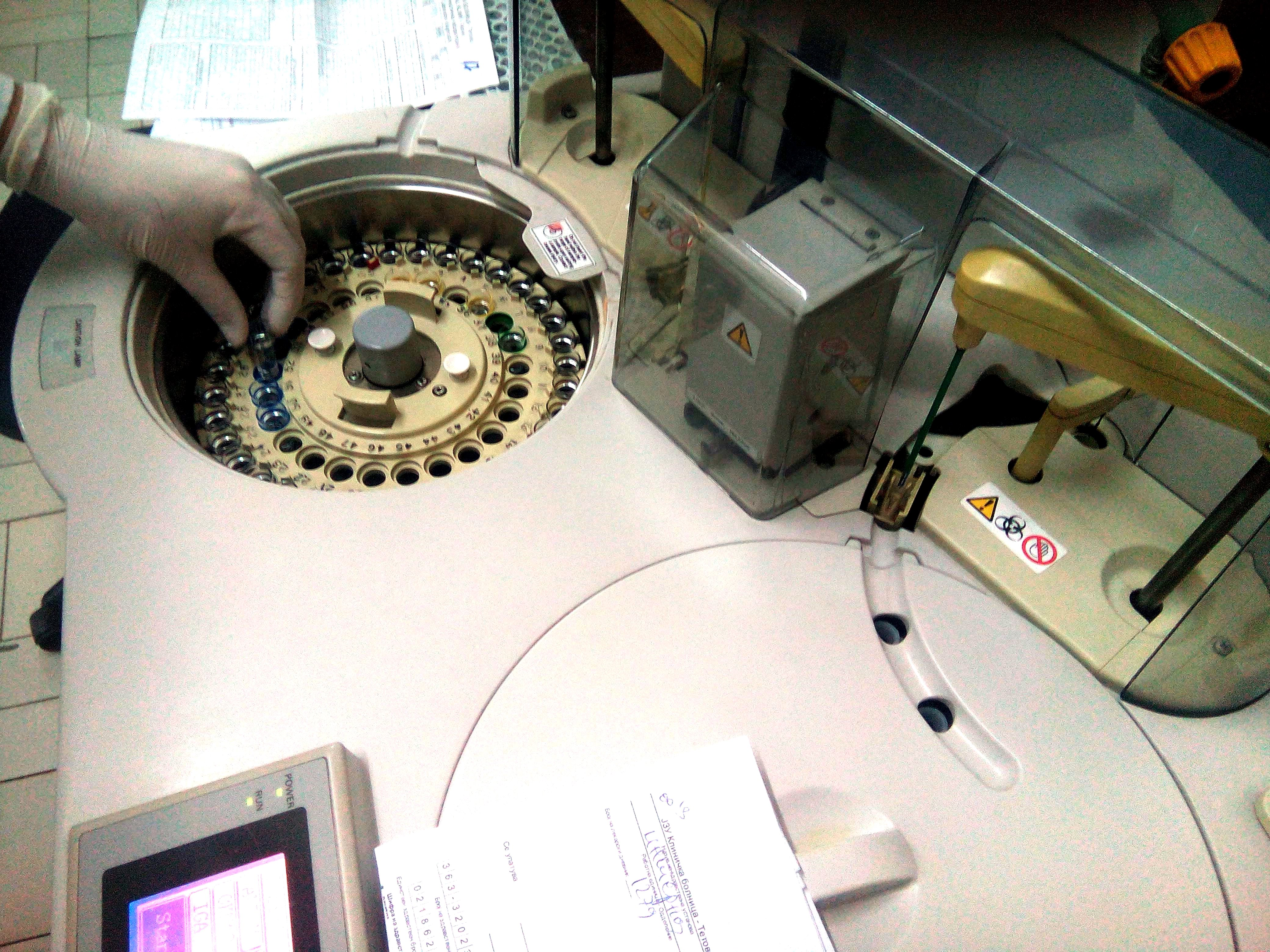
Analitzador de bioquímica clínica

La bioquímica clínica (també anomenada com química clínica, patologia química o bioquímica mèdica) tant es pot considerar com una disciplina cientificotecnològica que com una especialitat de les ciències de la salut. A la formació postgraduada d'aquesta especialitat hi concorren llicenciats o graduats en biologia, bioquímica, farmàcia, medicina i química.
Des del punt de vista cientificotecnològic, la bioquímica clínica és la branca de les ciències de laboratori clínic que, mitjançant les tècniques de la química i de la biologia, estudia in vitro les magnituds i altres propietats bioquímiques dels líquids corporals (principalment sèrum o plasma), el valor de les quals és útil per a la prevenció, diagnòstic, pronòstic, control del tractament i coneixement de les malalties.
Aquesta disciplina es va originar a finals del segle xix amb l'ús de reaccions químiques simples per a estudiar diversos components de la sang i l'orina. En les dècades posteriors, s'han aplicat altres tècniques a mesura que la ciència i la tecnologia han anat avançant, com per exemple, l'activitat enzimàtica, l'espectrofotometria, l'electroforesi i l'immunoassaig. Actualment, la majoria de laboratoris estan automatitzats i tenen una àmplia gamma de proves.
Aquesta àmplia gamma de proves es pot classificar en subespecialitats de:
- Química general o rutinària: química de la sang (per exemple, proves de funció renal o hepàtiques)
- Química especial: tècniques elaborades com l'electroforesi.
- Endocrinologia clínica: estudi de les hormones i diagnòstic de trastorns endocrins.
- Toxicologia: estudi de drogues i altres productes químics.
- Monitorització de fàrmacs terapèutics: mesurament dels nivells de medicació terapèutica per a optimitzar-ne la dosificació.
- Anàlisi d'orina
- Anàlisi de matèria fecal